# Anna Janssens
Anna Janssens, född okänt år, död 1581, var en nederländsk (Spanska Nederländerna) bryggare och handelsman.
Hon gifte sig med den förmögna handlanden och bryggaren Hendrik van Duysborch. Efter sin makes död 1550 tog hon över hans handelsföretag, två bryggerier och jordägor. Hon handlade med England, Tyskland och Spanien på Kanarieöarna från sin bas i Antwerpen. Hon var en av de rikaste köpmännen i Antwerpen vid sin död. 
En gata har fått sitt namn efter henne. 